# Société des Forges et Ateliers du Creusot
La Société des Forges et Ateliers du Creusot (SFAC) est une ancienne société sidérurgique et de grosse mécanique française, créée en 1949, et l'une des filiales de la holding Schneider et Cie. Elle reprend toutes les activités industrielles de Schneider et Cie et de la Société nouvelle des usines de la Chaléassière. Elle disparait en 1970, après sa fusion avec la Compagnie des ateliers et forges de la Loire (CAFL) pour former le groupe Creusot-Loire.

## Historique

### Création: 1949 - 1952
En 1949, Charles Schneider, le gérant de la société en commandite Schneider & Cie, craignant un retour des nationalisations dans le contexte tendu de la Guerre froide, prend l’initiative de réorganiser la société en groupe holding.
Schneider & Cie devint la structure chapeau d'un groupe doté de trois grandes branches industrielles qui deviennent ainsi filiales de premier rang : l'activité de travaux publics (la CITRA, Compagnie industrielle de travaux), l’activité industrielle (la SFAC, Société des Forges et Ateliers du Creusot), et les activités minières (Société minière de Droitaumont-Bruville).
La Société des forges et ateliers du Creusot (SFAC) est créée grâce aux apports de la société Schneider et Cie et de la Société nouvelle des usines de la Chaléassière.
Les actifs industriels apportés par Schneider et Cie sont constitués par les usines du Creusot (Creusot, Le Breuil, Montchanin), les chantiers de construction de Chalon-sur-Saône (Petit Creusot) et les ateliers de filage et d'étirage de produits cuivreux de Bordeaux (sis à Lormont, Gironde) ; ceux de la Société nouvelle de la Chaléassière par l'usine de Saint-Etienne et celle d'Anzin, déjà donnés à bail à Schneider et Cie depuis 1941.
La holding (qui a pour président Charles Schneider jusqu'à son décès en 1960) développe les activités de Schneider et Cie dans les domaines de la sidérurgie, de la métallurgie lourde et de la grosse mécanique ; elle y ajoute la fabrication de matériel pour les centrales nucléaires.

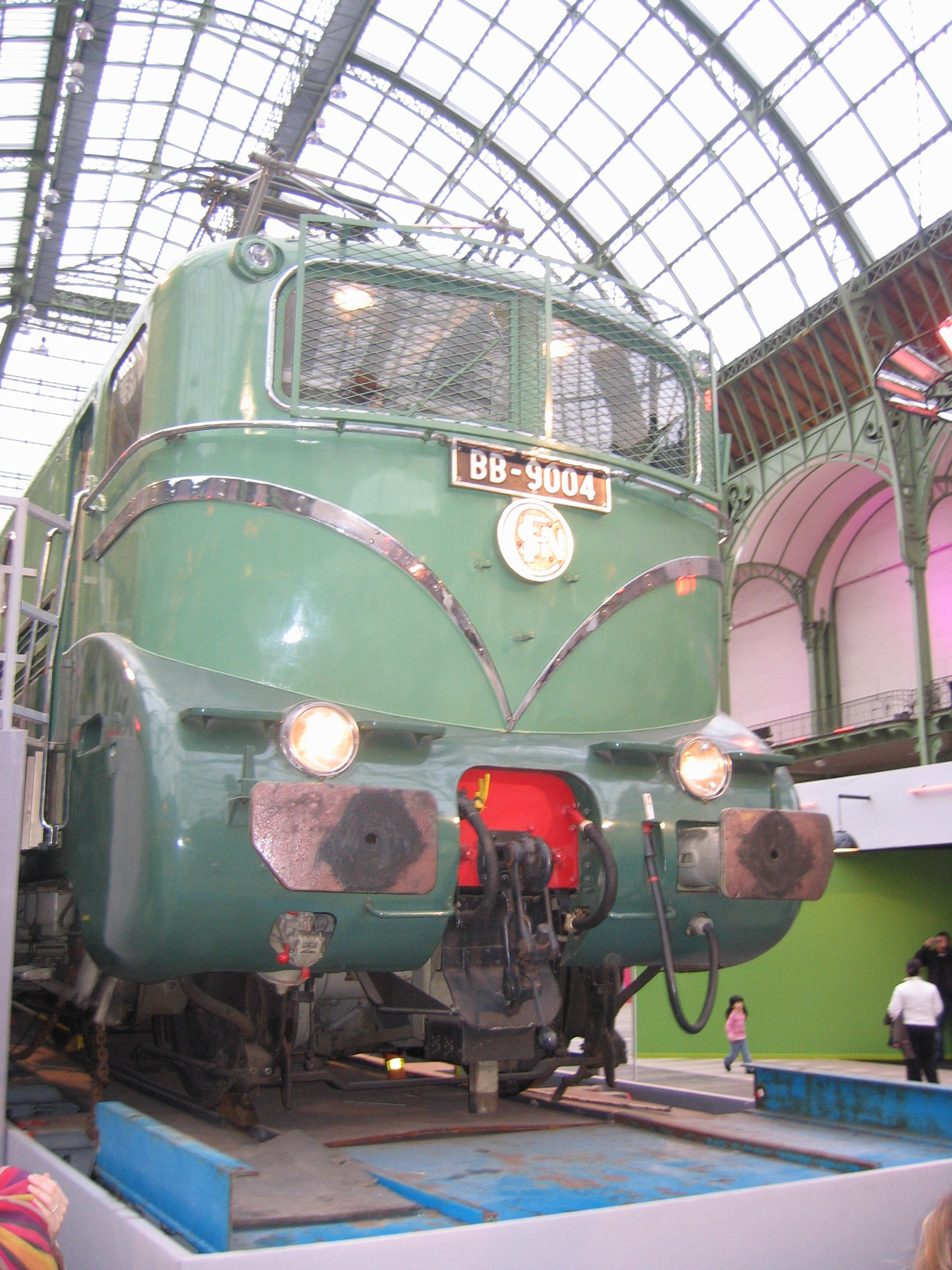
Locomotive BB9004, ayant détenu le Ruban Bleu de la Traction Ferroviaire (331 km/h) en 1955.

Dès sa création, pour répondre à l'accroissement de la demande de l'après-guerre, elle doit soutenir un important effort de modernisation de l'appareil de production et recourir à plusieurs emprunts bancaires.
La SFAC reçoit, à compter du 1er janvier 1952, les apports de la Société hydromécanique et ceux de la Société immobilière régionale, constitués principalement, pour la première, par une usine de mécanique à Toulouse (grosses et moyennes turbines hydrauliques) et pour la seconde par des docks au Creusot.
L'usine du Creusot bénéficie au premier chef de cette modernisation par la constitution d’ateliers spécialisés par type de fabrication (CM1, CM2, CM3). Tout d'abord CM1 au Breuil, complètement modernisée par l'introduction de fours électriques, coulée sous vide, train à billettes, trains à barres et tôles fortes, presse de 6 000 t, est destiné à la fabrication et l’assemblage de grandes structures : turbines hydrauliques pour barrages, moteurs diesel marine, tourelles pour cuirassés, cages de laminoirs, presses, équipements pour l'industrie nucléaire naissante. CM2 est spécialisé dans la fabrication des locomotives encore à vapeur puis électriques. CM3 est destiné à la fabrication de petites turbines à gaz et à vapeur ainsi que de compresseurs centrifuges.
La sidérurgie française connait alors un rythme de croissance rapide qui se prolonge jusqu'à la crise mondiale de 1970.

### Développement: 1953 - 1968
Afin de faire face à la compétition provoquée par l'ouverture du marché commun en 1953, la SFAC développe ses exportations par des représentations ou des prises de participation à l'étranger. Avec Schneider et Cie et d'autres sociétés de ce groupe, elle crée, en 1956, l'ENSA, société ayant pour objet la constitution et la gestion d'associations pour la négociation et la réalisation de marchés concernant des ensembles industriels complexes.
En 1957, la SFAC absorbe la société Batignolles-Châtillon. Cette fusion permet une harmonisation des fabrications et de l'action commerciale de la SFAC et de ses nouvelles filiales.

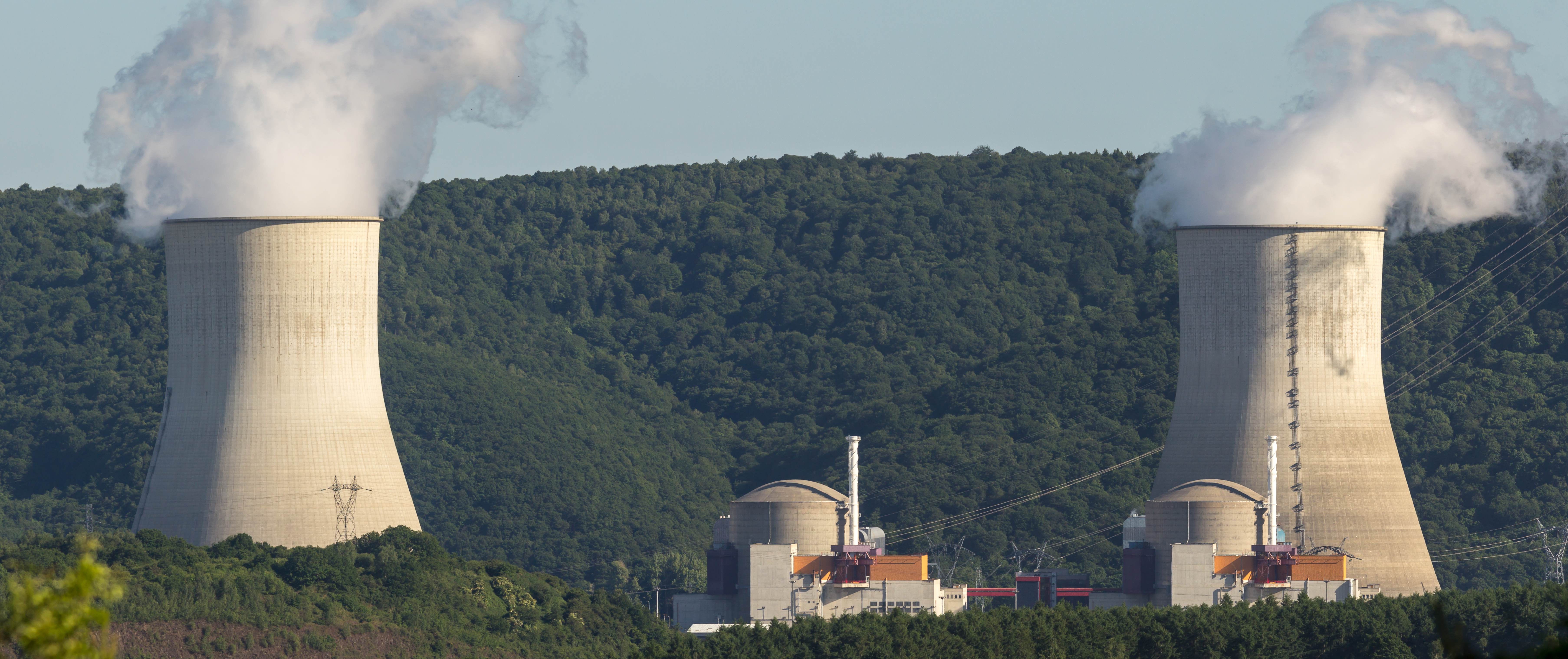
Centrale nucléaire de Chooz.

Les années qui suivent sont marquées par des prises de participations importantes, parmi lesquelles on peut citer en 1958 la création de Framatome (Société franco-américaine de construction atomique), qui obtient tous contrats de licence et d'assistance technique de la « Westinghouse Electric International Cy », avec laquelle Schneider entretient des relations anciennes.
L'activité de la SFAC dans le secteur de l'industrie atomique se développe, ainsi que l'atteste sa contribution à la construction de plusieurs centrales pour EDF (Chooz dans les Ardennes, Saint-Laurent-des-Eaux, Marcoule...) et pour le CEA.
La SFAC poursuit d'autre part sa politique de rationalisation des productions, des études et des activités commerciales. Elle contribue à la création de diverses sociétés : la Compagnie pour l'étude et la réalisation de combustibles atomiques (CERCA), Creusométal (société chargée de la vente des aciers en France), la société des ateliers Durafour (ayant pour objet la fabrication de chaudronnerie légère à Alger et à Bône), la SOMUA (Société des machines-outils à laquelle la SAVIEM fait apport d'une partie de ses activités) et enfin la SERMIAT (société d'études et de réalisation de matériel et d'installations aéroterrestres).
Le même souci de concentration des moyens d'études et de commercialisation amène la création, en 1961, à la suite d'un accord avec la Société Râteau, de la Société des turbines à vapeur Râteau-Schneider qui conclut des marchés importants avec EDF et Framatome. De même sont constituées, avec les Etablissements Delattre et Frouard, la société Schneider-Delattre-Levier spécialisée pour l'exportation du matériel sidérurgique (et dénommée Sid export), et la SEES (Société d'études et d'entreprises sidérurgiques).
De nouvelles sociétés d'études et de ventes sont également mises sur pied : Latil-Batignolle, créée par la SFAC et la SAVIEM pour assurer la commercialisation des tracteurs forestiers Latil et des chariots Armax, construits à l'usine de Nantes, et la SENTA (Société d'études nucléaires et de techniques avancées) constituée à 90 % par la SFAC afin de reprendre les activités de l'ancienne Division des études spécialisées dans le domaine nucléaire.
En 1963, la filiale MTE (Matériel de Traction Electrique) est chargée d'assurer les études de conception et de commercialisation de tous les matériels de traction ferroviaire construits par Jeumont-Schneider et par la SFAC.
En 1964 et 1965, l'aggravation de la conjoncture incite la SFAC à céder des participations qu'elle détient dans plusieurs sociétés (Ernault-Somua, CERCA), et à faire apport d’actifs industriels à d’autres sociétés (son usine d'Anzin à la Société industrielle Delattre-Levivier, l'usine de produits réfractaires de Perreuil aux Etablissements Prost).

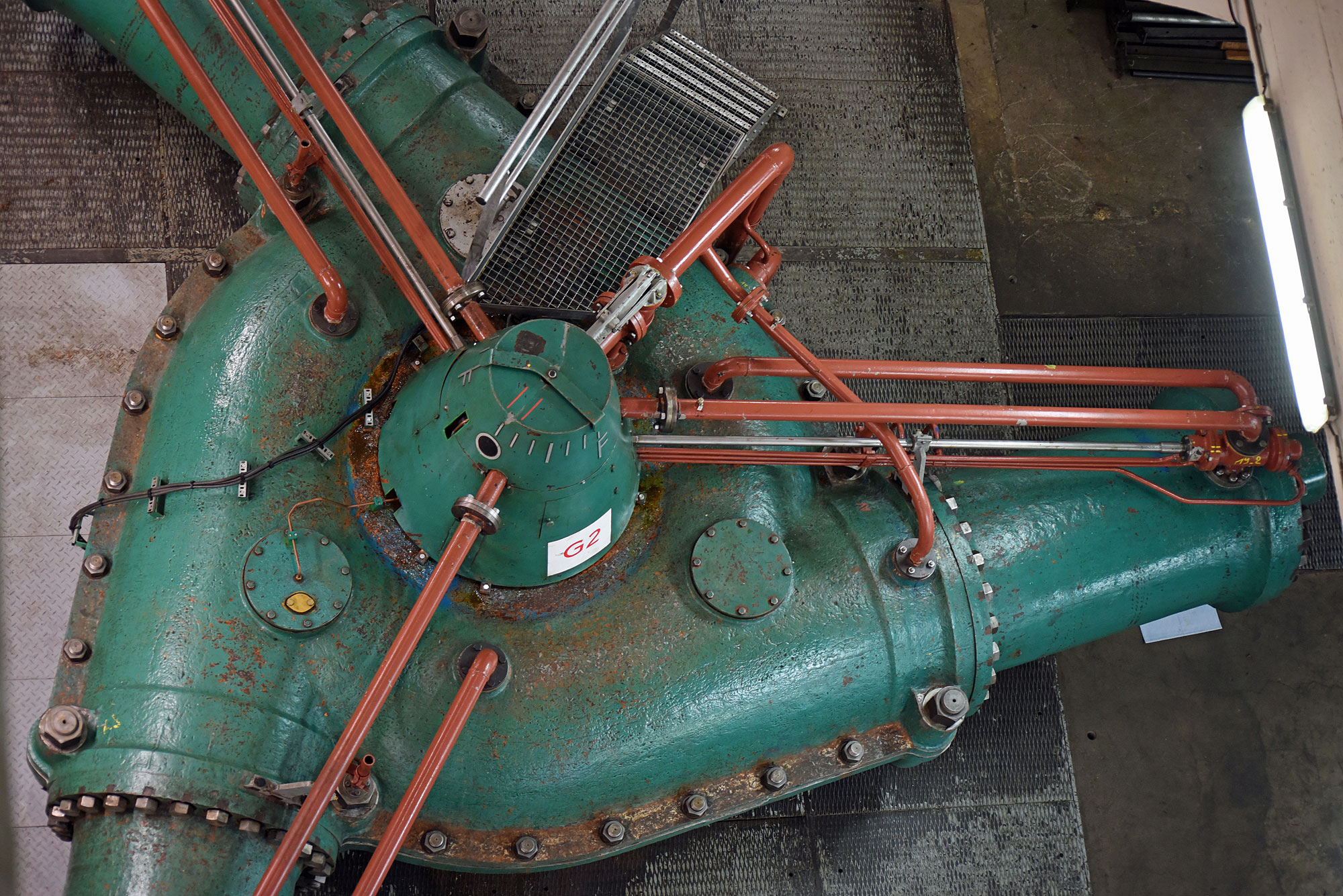
Vanne hydraulique du barrage de Génissiat.

Un accord est par ailleurs passé avec les Etablissements Bouchayer et Viallet de Grenoble pour transférer la fabrication des vannes hydrauliques aux chantiers de Chalon. Un autre accord avec les Forges de Châtillon, Commentry et Neuves-Maisons met fin aux activités de cette société à Montluçon (usine Saint-Jacques) qui sont reprises par la SFAC. Enfin, l'achat du fonds de commerce des sociétés Blondel-Millespaugh-Batignolles et Sofipag étend les productions de la société aux machines à papier, à caisseries et à carton ondulé.
La concentration et le développement des participations du groupe se poursuivent en 1966. Deux sociétés technico-commerciales, la Société d'étude et de vente de matériels pour la fabrication et le façonnage du carton ondulé Martin, et Neyrpic-BMB sont fondées, la première avec la Société Marius Martin et la seconde avec Neyrpic, pour la commercialisation de machines à papier.
La SOCIA (Société pour l'industrie atomique), ayant pour actionnaires les sociétés du groupe Schneider groupées dans la Société d'études et d'entreprises nucléaires (SEEN) et dans Indatom, regroupe les activités du secteur d'entreprise générale de centrales nucléaires.
Dès la fin de 1965, des négociations sont engagées avec la Compagnie des aciéries et forges de la Loire (CAFL) en vue de la rationalisation des activités similaires. Elles aboutissent en 1967 à des accords d'association pour des produits définis.
L'absorption à compter du 1er septembre 1967, de la Société métallurgique d'Imphy (déjà sous contrôle de Schneider et Cie depuis 1955) permet à la SFAC, spécialisée elle-même dans la production et la mise en œuvre des aciers fins, d'étendre la gamme de ses produits métallurgiques. Elle reçoit ainsi les usines d'Imphy (Nièvre), de Pamiers (Ariège) et d'Ivry.
Au nombre de ses filiales figurent désormais les sociétés minières de Batère (Pyrénées-Orientales) et de Joudreville (Meurthe-et-Moselle), les Fonderies d'aciers spéciaux et réfractaires (FASER), les Aciéries et usines métallurgiques de Decazeville (AUMD), les Ateliers d'appareils de mesure des laboratoires Adamel, et la société Mécanique de Montargis.
Il en résulte une augmentation dans le montant du chiffre d'affaires, de la part des produits métallurgiques par rapport à ceux de la mécanique, les premiers représentant dès lors 1/3 de ce chiffre.

### Fusion dansCreusot-Loire: 1968 - 1970
Les événements de mai-juin 1968 (et notamment des grèves) perturbent la reprise d'activité résultant de ces absorptions et la SFAC subit le contrecoup de la crise économique.
En effet, depuis plusieurs années, la sidérurgie et la mécanique lourde sont en crise, le contrôle des prix par l'Etat ne permettant pas de dégager de marges suffisantes pour l'auto-financement indispensable aux investissements et rendant nécessaire l'aide financière des pouvoirs publics. La SFAC, qui souffre constamment d'un manque de liquidités, doit recourir à des emprunts. En 1968 et 1969, des prêts lui sont accordés par le GIS (Groupement de l'industrie sidérurgique) et par le FDES (Fonds de développement économique et social) sur convention particulière avec l'Etat.
Le développement de la compétition et la concurrence sans cesse accrue de groupes puissants suscitent toutefois la création d'une entreprise de taille européenne. Encouragé par les pouvoirs publics, un accord intervient en 1970 entre les deux holdings de la SFAC et de la Compagnie des aciéries et forges de la Loire (CAFL), Schneider SA pour la première et Marine-Firminy pour la seconde, posant les principes d'une fusion complète des deux sociétés et de l'égalité des deux holdings dans le contrôle de la nouvelle société qui devait en résulter. Une société-cadre est ainsi créée sous la dénomination de Creusot-Loire, pour recueillir l'actif et le passif des deux entreprises. La nouvelle société absorbe la SFAC, la CAFL, la Compagnie financière Delattre-Levivier, la Société Adamel, ainsi que leurs filiales respectives.

## Domaines d’activité
Les domaines d’activité et de production de la SFAC et de ses filiales et participations sont très diversifiés, et couvrent notamment :
- Sidérurgie – Métallurgie (laminoirs…)
- Centrales thermiques
- Chaudières Nucléaires
- Chimie
- Pétrochimie
- Matériels hydrauliques (turbines, pompes, stations de pompage)
- Matériels ferroviaires (locomotives à vapeur jusqu’en 1952, locomotives électriques jusqu’en 1972, locomotives Diesel jusqu’en 1970)
- Matériels électriques, postes de transformation et lignes de transport d’énergie
- Equipements de mines
- Machines-outils
- Matériel automobile
- Ponts et charpentes métalliques (jusqu’en 1972)
- Constructions navales (jusqu’en 1957)
- Appareils de levage
- Matériels industriels de papeterie, cartonnerie
- Aménagements de ports
- Installation d’usines, raffineries de pétrole, cimenteries

## Réalisations remarquables
- 1954 : 1er réacteur uranium naturel - graphite (G1) pour la centrale nucléaire de Marcoule
- 1955 : Locomotive BB9004 (parties mécaniques), ayant détenu le Record du monde de vitesse sur rail sur la ligne des Landes (331 km/h)
- 1958 : Pont de la Guillotière à Lyon
- 1959 : Pont de Tancarville
- 1964 : 1re cuve pour centrale nucléaire PWR à Chooz (08)
- 1967 : Pont d’Aquitaine sur la Gironde à Bordeaux
- 1967 : 1er viaduc métallique démontable « Toboggan »
- 1969 : Viaduc de Frouard
- 1970 : Pont Masséna à Paris